# Anthony Lledo
Anthony Lledo, född 11 januari 1972 i Köpenhamn i Danmark, är en kompositör av filmmusik.
Anthony Lledo har komponerat musik till film och TV sedan mitten av 1990-talet. Han har bl.a. komponerat musiken til filmen Frostbiten som vann 'Best Score' på Screamfest Horror Film Festival i Los Angeles 2006.